# Nova Crixás
Nova Crixás is een gemeente in de Braziliaanse deelstaat Goiás. De gemeente telt 13.432 inwoners (schatting 2009).